# Georges Hellebuyck
Georges Auguste Hellebuyck (Antuérpia, 21 de agosto de 1890 — 20 de fevereiro de 1975) foi um velejador belga, medalhista olímpico. Ele competiu nos Jogos Olímpicos de Verão de 1920 na classe 8 Metre e conquistou a medalha de bronze na disputa realizada segundo as regras de 1919 a bordo do Antwerpia V com Albert Grisar, Willy de l'Arbre, Léopold Standaert e Henri Weewauters. Seu filho Georges Hellebuyck Jr. participou da regata olímpica de 1948.